# The Great Adventure (film, 1921)

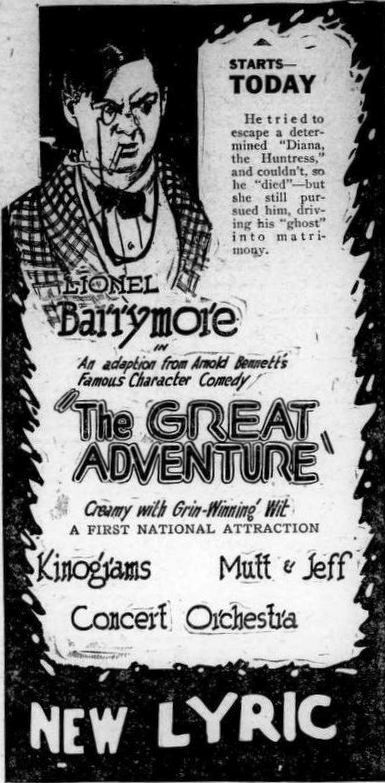
Publicité pour le film dans le Duluth Herald.

Pour les articles homonymes, voir The Great Adventure.
The Great Adventure est un film américain réalisé par Kenneth S. Webb, sorti en 1921.

## Synopsis
Afin d'échapper aux avances insistantes d'une femme, un artiste se fait passer pour un valet de chambre et finit par se marier avec une autre femme mais doit continuer à peindre en secret pour gagner suffisamment d'argent...

## Fiche technique
- Réalisation : Kenneth S. Webb
- Scénario : Dorothy Farnum
- Production : Whitman Bennett
- Photographie : Tom L. Griffith, Harry Stradling
- Distributeur : First National Pictures
- Durée : 6 bobines
- Date de sortie : 
  - États-Unis : 6 janvier 1921

## Distribution
- Lionel Barrymore : Priam Farll
- Doris Rankin : Alice Challice
- Octavia Broske : Lady Sophia Entwhistle
- Thomas Braidon : Henry Leek
- Arthur Rankin :- Leek's Son
- Paul Kelly : Another Leek Son
- Maybeth Carr : Dorothy
- Charles Land : Charles Oxford
- Jed Prouty : Mr. Witt
- E. J. Ratcliffe : Lord Leonard Alcar
- Ivo Dawson : Duncan Farll
- Katherine Stewart : Mrs. Leek
- Fredric March (non crédité)